# Adam Marcinkowski
Adam Marcinkowski (ur. 24 grudnia 1942 w Bydgoszczy, zm. 6 grudnia 2020 w Grudziądzu) – polski historyk, nauczyciel akademicki, profesor nauk humanistycznych, pierwszy rektor Uniwersytetu Kazimierza Wielkiego w Bydgoszczy.

## Życiorys
W młodości mieszkał przy ul. Dworcowej 46 w Bydgoszczy. Trenował floret w klubie „Związkowiec” z siedzibą przy ul. Jagiellońskiej. W 1974 ukończył studia na Wydziale Historycznym Wojskowej Akademii Politycznej w Warszawie. Doktoryzował się w 1980 w Wojskowym Instytucie Historycznym, stopień doktora habilitowanego uzyskał w 1985 w Akademii Sztabu Generalnego. Tytuł profesora nauk humanistycznych otrzymał 21 listopada 1996.
W latach 1974–1995 pracował jako asystent, adiunkt i docent w Wojskowym Instytucie Historycznym w Warszawie. W latach 1992–1995 prowadził badania w archiwach Federacji Rosyjskiej. Przedmiotem jego zainteresowań były głównie akta Zarządu NKWD do spraw Jeńców Wojennych, dokumentacja obozów jenieckich oraz dokumentacja osobista Polaków – jeńców wojennych z 1939, a także żołnierzy Armii Krajowej wywiezionych do ZSRR w latach 1944–1947. W efekcie tych badań do kraju sprowadzono dziesiątki tysięcy akt zgromadzonych w Centralnym Archiwum Wojskowym.
W okresie 1995–1996 był profesorem nadzwyczajnym, kierownikiem Katedry Nauk Humanistycznych Wyższej Szkoły Oficerskiej im. Józefa Bema w Toruniu. Od 1996 pracował w Wyższej Szkole Pedagogicznej w Bydgoszczy w Katedrze Edukacji Obronnej. Na tej uczelni doszedł do stanowiska profesora zwyczajnego. Pełnił funkcję kierownika katedry, prodziekana i dyrektora instytutu. W 2002 został rektorem tej uczelni, przekształconej dwa lata wcześniej w Akademię Bydgoską im. Kazimierza Wielkiego. Podczas kadencji działał na rzecz zmian organizacyjnych, umożliwiających przekształcenie akademii w uniwersytet. 13 maja 2005 został pierwszym rektorem Uniwersytetu Kazimierza Wielkiego w Bydgoszczy, sprawował tę funkcję do 2006. Był później kierownikiem Katedry Edukacji dla Bezpieczeństwa w Instytucie Pedagogiki na Wydziale Pedagogiki i Psychologii UKW.
W latach 2009–2013 zajmował stanowisko rektora Państwowej Wyższej Szkoły Zawodowej im. Stanisława Staszica w Pile.
Jego dorobek naukowy obejmuje około 170 publikacji, dotyczących głównie konfrontacji zimnowojennej, problematyki rozbrojeniowej, stalinizmu w Wojsku Polskim oraz losów polskich jeńców wojennych w obozach na terytorium ZSRR w latach II wojny światowej. Wyniki swoich badań prezentował także na krajowych i międzynarodowych konferencjach naukowych. Wypromował kilku doktorów oraz kilkuset magistrów.
Zmarł 6 grudnia 2020 w Grudziądzu. Został pochowany 10 grudnia 2020 na cmentarzu Nowofarnym w Bydgoszczy.

## Życie prywatne
Był żonaty, miał córkę i syna. 

## Odznaczenia
- Krzyż Oficerski i Krzyż Kawalerski Orderu Odrodzenia Polski
- Złoty Krzyż Zasługi
- Medal Komisji Edukacji Narodowej
- Złoty Medal Rady Ochrony Pamięci Walk i Męczeństwa
- Odznaka Honorowa za Zasługi dla Województwa Kujawsko-Pomorskiego[5]